# Antonio Salinas y Castañeda
Pablo Antonio José de Salinas-Varona y Castañeda, (*Sayán, 1810 - †Lima, 1874). Destacado hacendado y político peruano, fue alcalde de Lima.

## Biografía
Nació en la hacienda Andahuasi, distrito de Sayán, provincia de Huaura, el 13 de junio de 1810, hijo del coronel Anselmo Manuel de Salinas-Varona y Céspedes, natural de Espinosa de los Monteros (Burgos, España) y de Da. Petronila Maria Ignacia Matanzas de Castañeda de Oyor. 
Fue el tercer vástago nacido en el Perú de esta noble familia de Burgos, que arraigó en el norte chico. Su padre adquirió allí las tierras que los Agustinos tenían en el valle del Huaura y en Huacho, y arrendo la Hacienda Andahuasi. La familia de Salinas, originaria del pueblo de Salinas de Rosio, conservó una posición económica acaudalada en su región de origen, sus miembros dedicándose esencialmente a la administración real y los órdenes militares, especialmente la orden de Calatrava. El apellido Varona fue añadido en el siglo XVII por la unión con la Familia Varona, y se perdió en el siglo XIX con la independencia del Perú. 

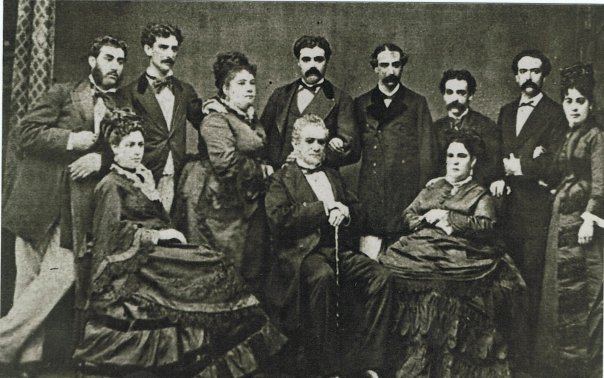
Antonio Salinas con su esposa Paula de Cossio e hijos

La rama peruana de la familia de Salinas Varona es descendiente del hermano de Gregorio de Salinas Varona, tío-bisabuelo de Antonio, quien se fue de España, participó en 1690 en la expedición de Texas y fue gobernador de Nuevo León (Monterrey), y sus descendientes en México.
En el Perú, entre sus descendientes se encuentran las familias Salinas, Aramburú, Pardo de la Peña, Loret de Mola, de Quirós Salinas, Diez Canseco, Rodríguez-Larraín Salinas, Tapia Salinas, entre otras.
Estudió en le Colegio San Carlos de Lima, antes de dedicarse a la agricultura, haciendo en ella notables progresos económicos, llegando a ser dueño de los fundos Andahuasi, Quipico, Chambara, San Miguel, Los Ángeles, San Isidro, Vilcahuara y San Juan de Cañas del valle de Huaura. Como su padre, fue coronel, primer jefe del décimo cuerpo de la Guardia Nacional.
Fue uno de los principales hacendados algodoneros y azucareros del Perú en el siglo 19. Fue líder en un importante encuentro de los principales hacendados nacionales el 3 de marzo de 1855, en que se trató sobre la indemnización tras la abolición de la esclavitud. En 1870 organizó la reunión fundadora de la sociedad agraria del Perú.  
Junto a Pedro Paz Soldán y Ureta, Ignacio de Osma Ramírez de Arellano y Manuel Pardo y Lavalle fue cabeza de la comisión para la creación del reglamento de la Policía Rural durante el gobierno de Ramón Castilla. Así mismo, esa comisión fue la que incentivo la contratación de inmigrantes Chinos para reemplazar la mano de obra esclava. 
Fue Diputado por Chancay entre 1845 y 1851, desempeñando las comisiones de Anuncio y Comercio, y luego de Agricultura, en las asambleas constituyentes de 1855 a 1857 y 1867. Ese mismo año presidió la Cámara de Diputados, donde se halla su retrato. 
Llegó a ser uno de los más notables Alcaldes de Lima del siglo XIX, entre 1866 y 1868. Durante su gestión ocurrió el ataque de las tropas españolas contra el Callao, y los daños sufridos por la ciudad le hicieron alentar entre los residentes extranjeros en Lima la creación de cuerpos de bomberos, formando así las bases de una organización moderna frente a los incendios.
Con su esposa Da. Paula de Cossio y Centurión, hija de D. Juan de Cossio y Bazan y Da. Jacoba de Centurión y Marin de Escobar, residieron en la Hacienda Quipico de Sayán y en su casa de la Calle de la Concepción (luego Jirón Huallaga 191) "la mejor de su tiempo en esa zona de la capital" según J. Elías Ipinze. Tuvo nueve hijos, entre los cuales destacan Agripina, casada con el periodista Andrés Avelino Aramburú Sarrio, que fue sargento mayor del cuerpo que dirigía su suegro, y madre de Andrés Avelino Aramburú Salinas, Antonio, que se dedicó a la exportación del algodón y azúcar de su padre desde Liverpool y Santiago Salinas Cossío, agrónomo educado en Inglaterra, dueño de la Hacienda Quipico del valle de Huaura y casado con Manuela Pérez y Caballero.
Es abuelo del Presidente de la CONMEBOL Teófilo Salinas Fuller, bisabuelo de Ernesto Aramburu Menchaca, alcalde de Miraflores e impulsor del circuito de playas de la Costa Verde y tatarabuelo del periodista Pedro Salinas y del congresista Jaime Salinas.
Falleció en Lima el 18 de octubre de 1874.